# Castellane
Castellane je obec na jihu Francie v provensálském departementu Alpes-de-Haute-Provence u ústí Verdonského kaňonu.
Dominantou obce je kaple Chapelle Notre Dame du Roc postavená na špičatém skalním ostrohu tyčícím se nad obcí.

## Geografie
Sousední obce: Senez, Saint-André-les-Alpes, Saint-Julien-du-Verdon, Blieux, Demandolx, La Garde, Rougon, Le Bourguet, Brenon a Châteauvieux.

## Vývoj počtu obyvatel
Počet obyvatel

## Partnerská města
- Pescasseroli, Itálie